# 斯克里夫納 (密蘇里州)
斯克里夫納（英語：Scrivner）是位於美國密蘇里州科爾縣的非建制地區。

## 歷史
斯克里夫納的郵局於1898年設立，其後於1913年停運。

## 地理
斯克里夫納所處的海拔為高於海平面238米（即781英呎），而該地所採用的時區為UTC-6，即北美中部時區（CST）。同時該地設有夏令時間，為UTC-6調快一小時，即UTC-5（CDT）。